# Marilena Neacșu
Marilena Viorica Neacșu (n. 14 august 1961, Sibiu, România) este o gimnastă artistică română. A câștigat medalia de argint cu echipa României la Campionatele Mondiale din 1978 și a fost rezervă la Jocurile Olimpice de vară din 1976.
Neacșu a apărut în filmul româno-canadian Campioana (1991). În timpul filmărilor, l-a întâlnit pe viitorul soț, care făcea parte din echipă. Cuplul s-a mutat cu el la Montreal, unde s-au căsătorit și au trei copii.
Neacșu lucrează în prezent la „Club de gymnastique artistique Gadbois” din Montreal ca antrenor de gimnastică. Tatăl ei vitreg este producătorul canadian de film Rock Demers⁠(d).

## Distincții
- Medalia „Meritul Sportiv” clasa I (18 august 1976) „pentru rezultatele deosebite obținute la Jocurile olimpice de vară de la Montreal – 1976, precum și pentru contribuția adusă la dezvoltarea activității sportive și la creșterea prestigiului sportului românesc pe plan internațional”[5]